# Henlow Camp
 (novembre 2024).
Si vous disposez d'ouvrages ou d'articles de référence ou si vous connaissez des sites web de qualité traitant du thème abordé ici, merci de compléter l'article en donnant les références utiles à sa vérifiabilité et en les liant à la section « Notes et références ».
Henlow Camp est une localité anglaise du Central Bedfordshire.
Elle trouve son origine dans la base aérienne militaire RAF Henlow, fondée en 1918.